# Drepanosticta quadrata
Drepanosticta quadrata – gatunek ważki z rodziny Platystictidae.